# Spilomena enslini
Spilomena enslini är en stekelart som beskrevs av Blüthgen 1953. Spilomena enslini ingår i släktet Spilomena, och familjen Crabronidae. Arten är reproducerande i Sverige.